# Prabhat Samgiita

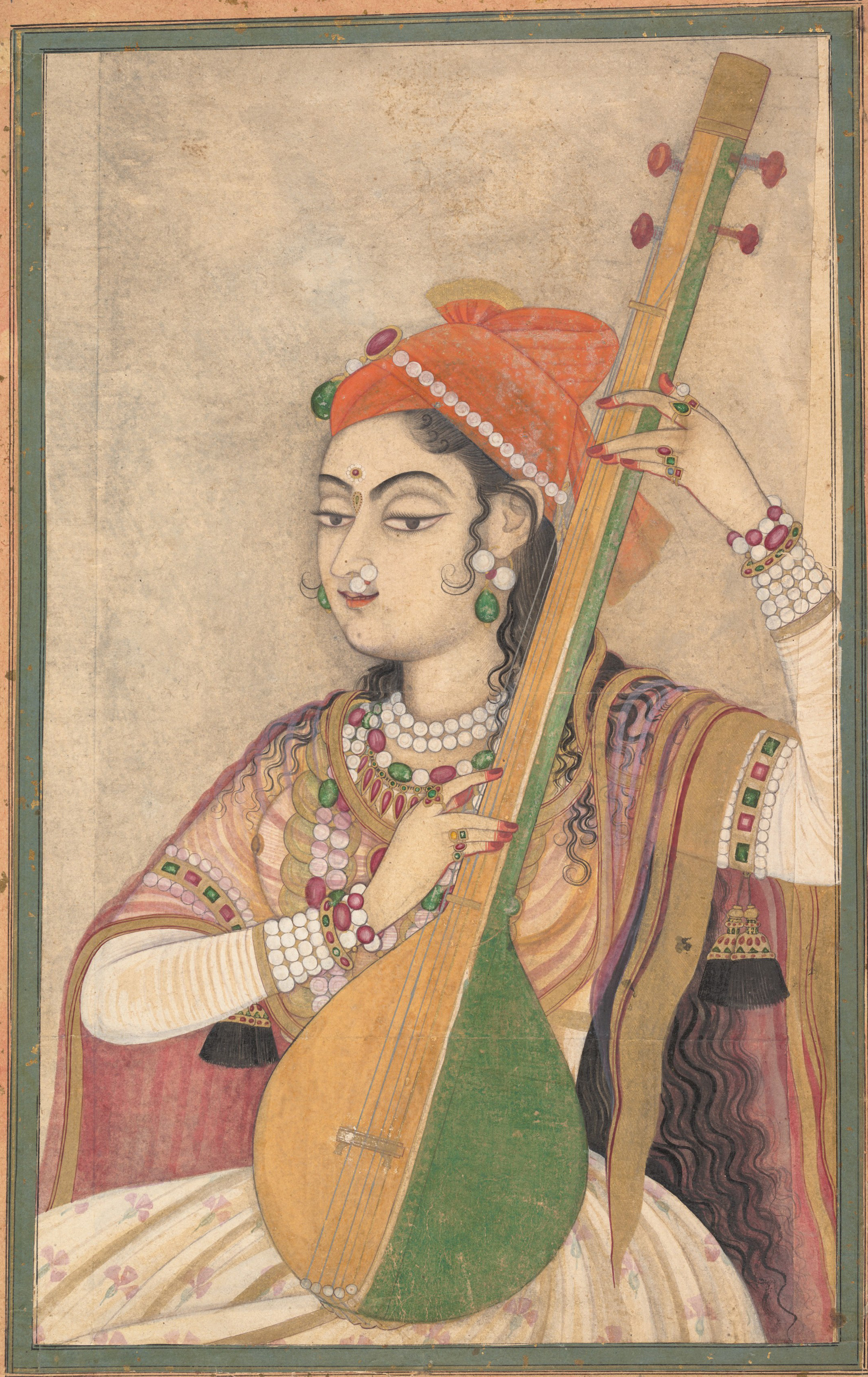
Una mujer tocando el Tanpura, 1735 (Rajastán)

Prabháta Saḿgiita (Bengali: প্রভাত সঙ্গীত Probhat Shongit, pɾɔbhat̪ ʃɔŋɡit̪), también conocida como "canciones de un nuevo amanecer" o "canciones Prabhat", es la colección de canciones compuesta por Prabhat Ranjan Sarkar.
Sarkar compuso un total de 5.018 canciones, incluyendo la letra y la melodía, durante un período de ocho años desde 1982 hasta su muerte en 1990. Aunque la mayoría de las canciones están en lengua bengalí, algunas están en hindi, inglés, sánscrito, urdu, magahi, maithili y angika. Prabháta Saḿgiita también es a veces considerada como una gharana post-Tagore (escuela de música). La poesía de las letras expresa elementos de amor, misticismo, devoción, neohumanismo y revolución y las canciones presentan un amplio espectro de estilos melódicos tanto orientales como occidentales.

## Etimología
En bengalí, la palabra prabhát(a) (প্রভাত - pɾɔbhat̪) significa alba, mañana o amanecer. La palabra sauṋgiit(a) (সঙ্গীত -  ʃɔŋɡit̪) también se escribe saḿgiit(a) (সংগীত - ʃɔŋɡɡit̪) significa canción y música. De este modo, prabhát(a) sauṋgiit(a) o prabhát(a) saḿgiit(a) significa etimológicamente "canto matutino". o "canciones del amanecer". También ha sido interpretado como "canciones de un nuevo amanecer". Irrelevante de la etimología, Prabhát(a) siendo el nombre del compositor, significa "canciones de Prabhat Ranjan Sarkar".

### Nombre y variantes
Prabhát Saḿgiit tiene dos definiciones más comúnmente usadas, a menudo:"Canciones de un Nuevo Amanecer". y "Canciones de Prabhat". Tiene muchas variantes ortográficas, con las siguientes razones: la palabra saḿgiit tiene dos ortografía diferentes en bengalí, no hay una regla fija de transliteración para la mayoría de las lenguas indias, también hay diferentes convenciones de transcripción usadas en inglés para las lenguas indias, la pronunciación sánscrita tiene una "a" al final de ambas palabras, que normalmente es silenciosa en bengalí e hindi.
Así tenemos la palabra prabhat que se puede deletrear como:
- Prabhat, Prabhát, Prabhāt, Prabhata, Prabháta, Prabhāta

Y tenemos la palabra samgiit que se puede deletrear como:
- Sangit, Sangeet, Sangiit, Samgiit, Saḿgiit, Saṃgīt, Sauṋgiit, Saŋgīt and todo esto con "a" al final:
- Sangita, Sangeeta, Sangiita, Samgiita, Saḿgiita, Saṃgīta, Sauṋgiita and Saŋgīta

Si se combinan, todas estas variaciones podrían crear un gran número de variantes ortográficas para Prabhat Samgiit, sin embargo, no todas las combinaciones se utilizan. Subhas Sarkar prefiere principalmente la variante  Prabháta Saḿgiita y a veces usa Prabhāta saṃgīta. No hay consistencia de ortografía, ni siquiera en los mismos periódicos. The Hindu a menudo escribe Prabhat Samgiita sin embargo también se escribe Prabhat Sangit y también Prabhat Sangeet. The Times of India utiliza ambos Prabhat Samgiita y Prabhat Sangeet. La mayoría de los otros periódicos escriben Prabhat Sangeet, aunque algunos artículos prefieren Prabhat Sangit y Prabhata Samgiita. Las publicaciones de Ananda Marga suelen ir por la ortografía Prabháta Saḿgiita y también a menudo por Prabhát Saḿgiita y Prabhát Saḿgiit. Las publicaciones más antiguas, sin embargo, tienden a utilizar la variante Prabhát Sauṋgiit o Prabháta Sauṋgiita. Por último, también hay ejemplos de ortografía inusual, tales como Prabhat Sangeeth y Prabhat Samhitta.

## Composición, colección y lanzamientos
P. R. Sarkar compuso el primer prabhat samgiita Bandhu he niye calo en bengalí el 14 de septiembre de 1982. en Deoghar, India. Continuó componiendo canciones hasta su muerte el 21 de octubre de 1990. Durante esos ocho años, compuso un total de 5.018 prabhat samgiits, de los cuales casi todos en bengalí. incluyendo las letras y las canciones. El último samgiit prabhat, Ámrá gaŕe nova gurukul, fue compuesto el 20 de octubre de 1990, un día antes de su muerte.
Sarkar creó la organización Ananda Marga en 1955 y en 1973 se creó Ananda Marga Publications para traducir y distribuir su trabajo, así como obras relacionadas con Sarkar. En 1993 se publicó la edición multivolumen en inglés y bengalí, seguida de dos volúmenes más pequeños de obras seleccionadas en inglés. Otro grupo afiliado a Ananda Marga, la Renaissance Artists and Writers Association (RAWA), ha patrocinado varias actuaciones y grabaciones de canciones seleccionadas. Estas actuaciones han contado con artistas como Acarya Tattvavedananda Avadhuta, Acarya Priyashivananda Avadhuta, Madhuri Chattopadhay, Srikanto Acharya, Arundhati Home Choudhury, Ramkumar Chattopadhay, Ashwini Bhide-Deshpande, Rashid Khan, Kavita Krishnamurthy, Manoj Kumar, Vithal Rao, Shruti Sadolikar, Haimanti Sukla y Archana Udupa.[cita requerida]